# Public Broadcasting Service
Public Broadcasting Service (PBS) är ett icke vinstinriktat allmännyttigt televisionsbolag i USA som finansieras av donationer. Den federala statsmakten genom Corporation for Public Broadcasting bidrar delvis till finansieringen, liksom organisationer, företag och privatpersoner som frivilligt skänker pengar till nätverket för att finansiera programverksamheten. Företaget grundades 1969.

## Beskrivning och historik
PBS är uppbyggt som ett nationellt nätverk uppbyggt av cirka 350 medlemsstationer spridda över hela USA och har ingen central programproduktion, utan allt innehåll produceras av de enskilda stationerna för att sedan distribueras både lokalt och nationellt. Huvudkontoret ligger i Arlington, Virginia.
Nätverket började sin verksamhet 1969 och sändningarna startade 1970, då man tog över efter föregångaren National Educational Television (NET).
Motsvarigheterna inom amerikansk radio är National Public Radio (NPR) och Public Radio International (PRI). De allmännyttiga radio- och televisionsnätverken har dock svårt att attrahera tittare i några större siffror i förhållande till de kommersiella konkurrenterna.
PBS som är public broadcasting ska inte sammanblandas med den typ av verksamhet som drivs under benämningen public access. Det är den typ av kanaler där medborgarna själva får producera sina egna program i likhet med svenska Öppna kanalen.

## Programutbud
Public Broadcasting Service har inriktat sig på ett lite smalare utbud än de stora kommersiella nätverken NBC, ABC, CBS, Fox och The CW vars tablåer mest präglas av serier av påkostade dramer och situationskomedier. På PBS ligger fokus på kultur, vetenskap, samhälle, nyheter och (ofta utländska) independentfilmer. Brittiska serier från British Broadcasting Corporation (BBC) har blivit något av PBS kännetecken på den amerikanska tv-marknaden. PBS-stationerna har också i större utsträckning lokala program under bästa sändningstid (prime time) än sina kommersiella konkurrenter.
PBS är kanske mest kända för sina barnprogram, till exempel Pokémon, Sesam (Sesame Street), Barney och vänner (Barney and Friends), de animerade Clifford, den stora röda hunden (Clifford the Big Red Dog) och Artur (Arthur). Många av PBS barnprogram köps av Sveriges Television och visas i Barnkanalen. Under dagtid sänder PBS-stationerna nästan uteslutande barnprogram för att under kvällstid växla till ett bredare utbud för en äldre publik. PBS producerar den amerikanska versionen av Antikrundan (Antiques Roadshow). En av PBS mest välkända profiler är Michael Moore med serierna TV Nation (1994) och The Awful Truth (1999).

## Åtkomst utanför USA
PBS är officiellt inte tillgängligt i Sverige och Europa. Delar av programutbudet är dock tillgängligt via andra kanaler.
Satellitkanalen Orbit News sänder dagligen PBS nyhetsprogram PBS NewsHour till abonnenter i Afrika, Europa och Mellanöstern. Orbit News sänder till Sverige och Europa via satelliten Atlantic Bird 2 på 8,0° väst. I Sverige räcker det med en 60 centimeter stor parabolantenn för att ta emot kanalen. Till Mellanöstern och Europa sänder kanalen från Eurobird 2 på 25,8° öst, men för att ta emot sändningar från den satelliten i Sverige krävs en parabol på 1–2 meters bredd.